# 馬格努斯二世 (梅克倫堡)
馬格努斯二世（德語：Magnus II.，1441年—1503年11月20日），梅克倫堡公爵，海因里希四世的第三子。

## 家庭
1478年，馬格努斯與波美拉尼亞的索菲亞結婚，兩人共有3子3女：
1. 海因里希（1479年—1552年），梅克倫堡公爵
2. 索菲（1481年—1503年）
3. 埃里希（英语：Eric II, Duke of Mecklenburg）（1483年—1508年），梅克倫堡公爵
4. 安娜（1485年—1525年），黑森伯爵夫人
5. 卡塔里娜（1487年—1561年），薩克森公爵夫人
6. 阿爾布雷希特（1486年—1547年），梅克倫堡公爵